# Siège de Clusium
Campagne d'Etrurie
Batailles
Siège de Clusium Bataille de l'Allia sac de Rome
Le siège de Clusium est une bataille opposant les Gaulois de Brennus et les Romains en 390 av. J.C.
En 391, les Gaulois Sénons entament une campagne militaire en Etrurie. C'est lors de cette campagne que Brennus assiègera puis pillera Clusium.
Les romains réagiront en envoyant des troupes qui seront vaincus le 18 juillet 390 à la bataille de l'Allia. Cette bataille précèdera le sac de Rome.